# 英国民歌组曲
《英国民歌组曲》（英語：English Folk Song Suite）是英国作曲家雷夫·佛漢·威廉斯最著名的管弦音乐作品，于1923年由作者根据英格兰地方民歌改编而成。这首作品最开始发布的时候实际上称之为《民歌组曲》，是为大型乐队演奏而改编的。1924年沃恩·威廉斯的学生高登·雅科布再次进行改编时，在获得原作者允许之后使用了长名称《英国民歌组曲》。自此之后一般演奏或录制时都使用长名称，然而一些乐队仍然使用短名称。

## 背景

### 首演
本作品于1923年7月4日在Kneller大厅首演，这一次演出的时候本组作品实际上由四部分组成，名為〈海之歌〉（Sea Songs）的第二樂章进行曲在首演之後，遭到作者移出，并发行了单独的一个版本。

## 分析
这一组曲由三部分构成：进行曲、间奏曲以及进行曲。第一部分的进行曲副标题为〈十七岁时星期天〉（Seventeen Come Sunday），第二部分的间奏曲副标题为〈我的爱人〉（My Bonny Boy），第三部分的进行曲副标题为〈萨默塞特民歌〉（Folk Songs from Somerset）。实际上，上述三個部分又各自以若干几个旋律组成，每一个旋律都来自于英格兰的地方民歌。

### 配器
| - 木管樂器 - 短笛 - 长笛 - 雙簧管：2 - 低音管：2 - E♭调單簧管 - B♭调單簧管：3 - E♭调中音單簧管 - B♭调低音單簧管 - 倍低音單簧管 - E♭调中音萨氏管 - B♭调次中音萨氏管 - E♭调上低音萨氏管 - B♭调低音萨氏管 | - 銅管樂器 - B♭调短号：2 - B♭调小号 - F调法國號：4 - 长号：3 - 上低音号 - 低音号 | - 定音鼓 - 打擊樂器：雙面钹、大鼓、小鼓、三角铁 |

### 樂章略說

#### 第1樂章
由同名民歌〈十七岁时星期天〉为主旋律开始，民歌讲述的是一个少年在早晨遇到一个十七岁的少女，并且向他求爱的故事。A段首先以四个小节开场，并用木管演奏并重复一次，而后以铜管为主旋律进入此17个不规则小节。B段接着以竖笛及短号独奏比较温和的旋律〈Pretty Caroline〉并重复一遍。C段，低音部开始吹奏〈Dives and Lazarus〉，高音木管吹奏令人劳累的 
 拍子旋律，相对于萨克斯风和低音铜管的 
 旋律。重复一遍后回到B段。格式呈现出A-B-C-B-A的型式。

#### 第2樂章
这一部分由同名民歌〈我的爱人〉开始，讲述的是一个少女对曾经的爱人的回忆、失恋的痛苦及过去的忘却。在进行到一半时以稍快板（Poco allegro）演奏〈绿树丛〉──這是一首典型的英国华尔兹，第一次以短笛及E♭调竖笛为主旋律，双簧管为副旋律，第二次则以低音铜管为主旋律。最后以不完整的型式返始。低音区不断的重复与徘徊，非常细腻动人，具备强大的感染力。

#### 第3樂章
首先由民歌〈早晨的露珠〉开始，歌曲讲述一个农夫之子於早晨放羊时，向一个女佣求爱的故事。A段首先以四小节轻快的旋律开场，以短号独奏，随后整个乐团以极强的旋律合奏。B段接着引入第二个旋律〈High Germany〉，以长号和低音乐器为主，木管则以和弦为主，随后合奏并且换拍（改為 
 拍子）、换调，于此同时并引入第三个旋律〈Whistle, Daughter, Whistle〉，后回到 
 拍子。B段结束后重新回到第一个旋律，并在变调的同时引入最后一个重要的旋律〈John Barleycorn〉，最终以低音乐器和短号做结。此型式以A-B-A为主。

#### 海之歌
这首进行曲包含了三个旋律：〈皇家公主〉（Princess Royal）、〈本鲍上将〉（Admiral Benbow）及〈朴茨茅斯〉（Portsmouth）。

## 錄音節選
市面上比较著名的有英国指挥家内维尔·马里纳指挥圣马丁室内交响乐团的演奏版本。

## 改編
除了1923年的軍樂隊版本之外，《英国民歌组曲》還有幾個重要的改編版本：
- 1924年管弦樂版，高登·雅科布（英语：Gordon Jacob）編，博浩出版
- 1956年銅管樂隊版，Frank Wright編，博浩出版
- 2008年軍樂隊修訂版，博浩出版